# Indya Moore
Indya Adrianna Moore (Bronx, 17 gennaio 1995) è una modella e attrice statunitense.
È nota per il ruolo di Angel Evangelista nella serie televisiva di FX, Pose.

## Biografia
Nativa del Bronx, da madre portoricana e padre dei Caraibi, lascia la propria famiglia all'età di 14 anni per transfobia e viene affidata a diverse famiglie affidatarie a New York. Lascia la scuola a causa del bullismo ricevuto e conseguirà il GED.
Inizia la carriera da modella a 15 anni, nonostante l'industria della moda pensasse fosse una scelta rischiosa.
Nel 2017 Moore prese parte al film indipendente Saturday Church, promosso al Tribeca Film Festival, dietro sollecitazione del coreografo Jose Gutierez Xtravaganza, ballerino in Vogue di Madonna e attivo nella ball culture newyorkese. Nello stesso anno, venne chiamata da Ryan Murphy a prendere parte alla serie televisiva Pose, che racconta l'ambiente delle ballroom alla fine degli anni Ottanta a New York, trasmessa sul canale FX dal 2018.
Nel 2019 è la prima persona apertamente transgender a posare sulla copertina della rivista Elle, è apparsa inoltre anche su Teen Vogue, L'Officiel e W Korea. È stata tra i volti della campagna pre-autunnale di Louis Vuitton, scelta da Nicolas Ghesquière, è stata inserita dalla rivista Time nella lista delle 100 personalità più influenti del 2019.. Viene scelta, inoltre, per prendere parte all'edizione 2020 del Calendario Pirelli, immortalata da Paolo Roversi.

## Vita privata
Moore è una donna transgender e ha apertamente parlato dei suoi problemi nel passato con il bullismo e la transfobia, che la hanno costretta a lasciare casa all'età di 14 anni e abbandonare la scuola. Moore si identifica nel genere non-binario ed è solita utilizzare il pronome inglese "they/them" ("loro") e "she/her" ("lei").
Nel dicembre 2018, Moore ha fatto inoltre coming out come poliamorista.

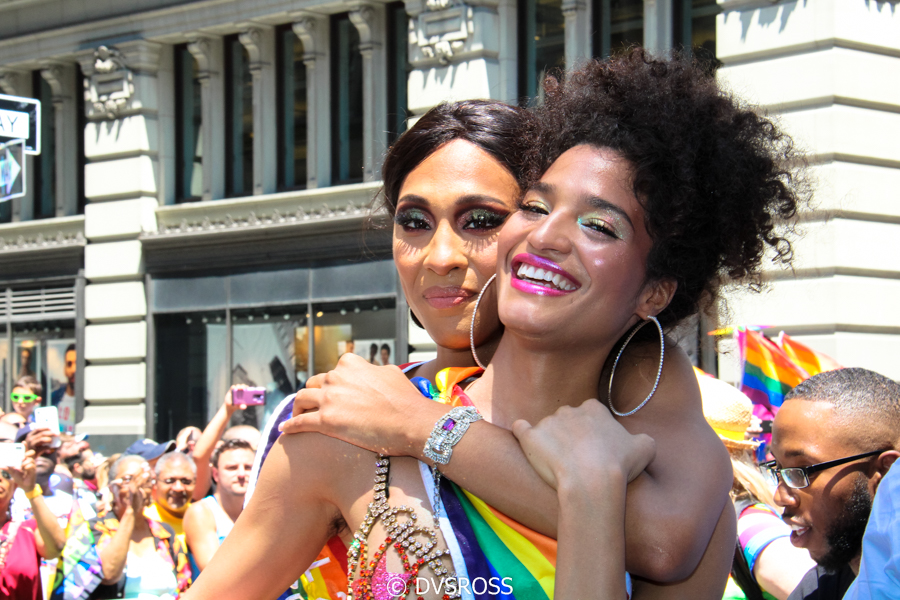
Indya Moore ed MJ Rodriguez al pride di New York nel 2019

In un'intervista Moore parlò di come, sebbene identificandosi nel genere non-binario, essere vista come donna significhi per lei anche essere soggetta alla stessa "sorveglianza e scrutinio" delle donne, non nascondendo però il suo desiderio di usare la moda come mezzo per riprendersi quel potere:
(Moore in un'intervista)

## Filmografia

### Cinema
- Saturday Church, regia di Damon Cardasis (2017)
- Queen & Slim, regia di Melina Matsoukas (2019)
- Guida per babysitter a caccia di mostri (A Babysitter's Guide to Monster Hunting), regia di Rachel Talalay (2020)
- Escape Room 2 - Gioco mortale (Escape Room: Tournament of Champions), regia di Adam Robitel (2021)
- Aquaman e il regno perduto (Aquaman and the Lost Kingdom), regia di James Wan (2023)

### Televisione
- Pose – serie TV,  18 episodi (2018–2021)
- The Sandman - serie TV, 1 episodio 4x2 (2022- 2025)

### Videoclip
- 2017 - Don't Pull Away di J. Views
- 2018 - Saint di Blood Orange

## Agenzie
- IMG Models
- William Morris Endeavor

## Doppiatrici italiane
Nelle versioni in italiano delle opere in cui ha recitato, Indya Moore è stata doppiata da:
- Erica Necci in Pose, Queen & Slim, Guida per babysitter a caccia di mostri, Escape Room 2 - Gioco mortale, The Sandman
- Francesca Fiorentini in Aquaman e il regno perduto